# Saybrook Colony

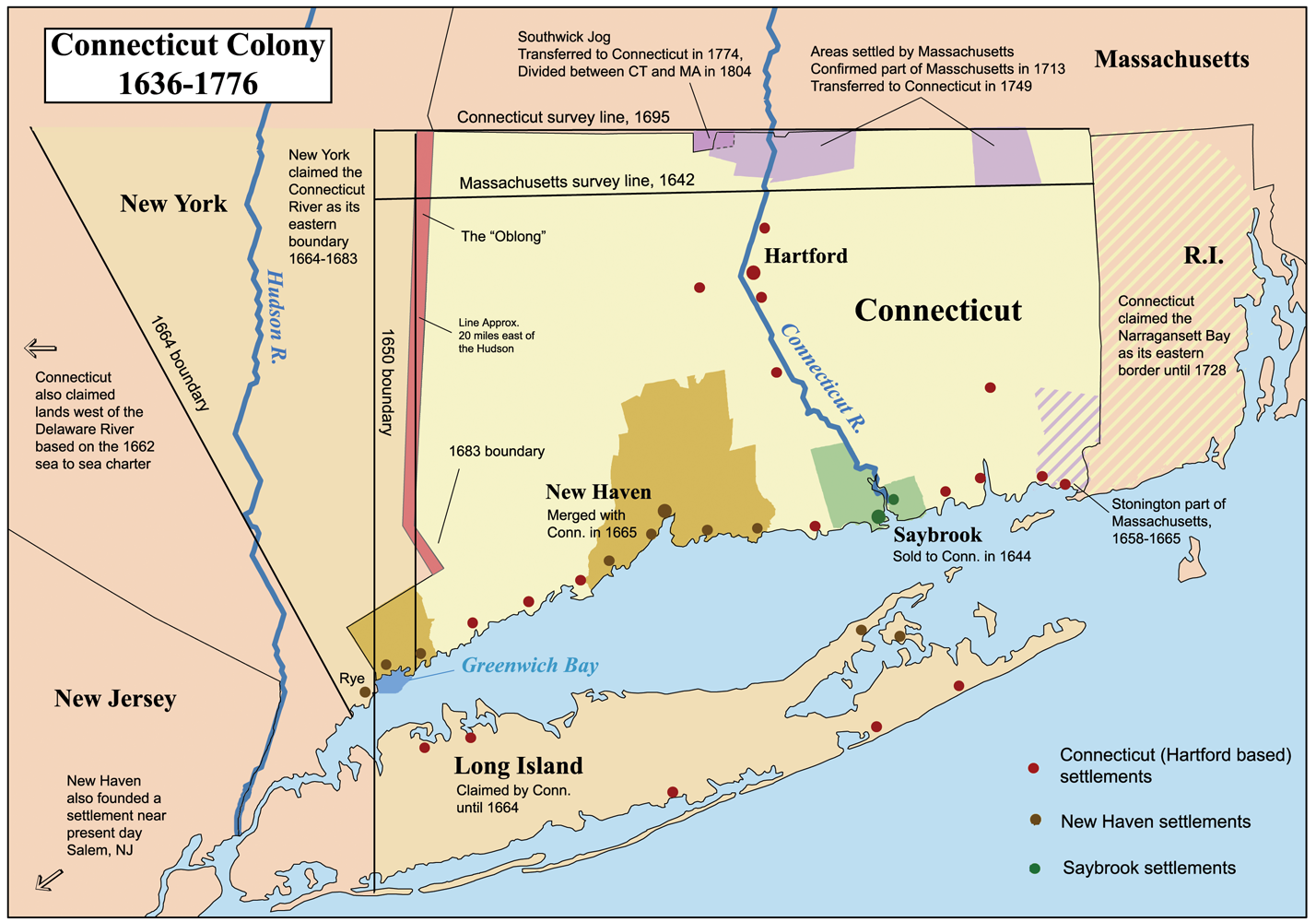
Eine Karte von den Kolonien Connecticut, New Haven und Saybrook.

Die Saybrook Colony wurde im späten Teil des Jahres 1635 an der Mündung des Connecticut River, in dem Gebiet das heute Old Saybrook, Connecticut und sein Umland bildet, gegründet. John Winthrop, Jr., Sohn des Gouverneurs von Massachusetts, war designierter Gouverneur der Gruppe, die das Land durch eine Übertragungsurkunde von dem 2. Earl of Warwick bekamen. Winthrop wurde durch Colonel George Fenwick und Captain Lion Gardiner unterstützt. Da die Vorsteher der Gruppe, die die Kolonie zu besiedeln planten, Anhänger von Oliver Cromwell waren, blieben sie während des Bürgerkrieges in England. Zur selben Zeit kämpfte die Kolonie bis 1644 ums Überleben, so dass Fenwick zustimmte, die Kolonie mit der dynamischeren Colony of Connecticut einige Meilen den Fluss aufwärts zu vereinigen.